# Trevor Ringland
Trevor Maxwell Ringland (Belfast, 13 de noviembre de 1959) es un político y ex–jugador británico de rugby que se desempeñaba como wing.

## Selección nacional
Fue convocado al XV del Trébol por primera vez en noviembre de 1981 para enfrentar a los Wallabies y disputó su último partido en marzo de 1988 al XV de la Rosa. En total jugó 31 partidos y marcó nueve tries para un total de 36 puntos (un try valía 4 puntos por aquel entonces).

### Participaciones en Copas del Mundo
Solo disputó una Copa del Mundo; Nueva Zelanda 1987 donde los irlandeses fueron derrotados por los australianos en cuartos de final. Ringland jugó todos los partidos y marcó un try ante los Canucks.
| Mundial                       | Sede          | Resultado        | PJ | Tries |
| ----------------------------- | ------------- | ---------------- | -- | ----- |
| Copa Mundial de Rugby de 1987 | Nueva Zelanda | Cuartos de final | 4  | 1     |

## Leones Británicos
Formó parte del plantel de los British and Irish Lions que partió de gira a Nueva Zelanda 1983. Tres años después volvió a integrar los Lions, esta vez para el Centenario de la World Rugby.

## Palmarés
- Campeón del Torneo de las Seis Naciones de 1982 y 1985.
- Campeón del Interprovincial Championship de 1985, 1986 y 1987.